# وکراکوک (کارولینای شمالی)
وکراکوک (به انگلیسی: Ocracoke) شهری در ایالت کارولینای شمالی کشور ایالات متحده آمریکا است که جمعیت آن در سرشماری سال ۲۰۱۰ میلادی، ۹۴۸ نفر بوده‌است.